# Николаев, Виктор Павлович
Николаев Виктор Павлович (2 июня 1942, Пенза — 12 сентября 2017, Санкт-Петербург) — петербургский художник, заслуженный художник России, член Союза Художников, участник многочисленных выставок в России и за рубежом. Работал в области живописи и графики, создавал монументальные панно, скульптурные портреты, оформлял театральные постановки, работал в книжной графике, проектировал музеи.
У Виктора Павловича имеется единственный сын Вячеслав Викторович Николаев, рожденный 17 июня 1973 года.
Учился в Ленинградском высшем художественно-промышленном училище им. В. И. Мухиной (Академия им. Штиглица).
Интеллектуальный и тонкий художник, обладающий широким кругозором и знаниями. В его живописи преобладает графическое начало. Прекрасный колорист. Рисует в абстрактной манере и в фигуративной манере. У него присутствует свой узнаваемый стиль и манера.

## Основные проекты
- 1977—1987 годы — главный художник-экспозиционер художественных выставок в Манеже, областном выставочном музее, Союзе художников, музее городской скульптуры, выставочном зале «Художник РСФСР»
- 1980 год — автор проекта «Олимпиада-80» (г. Ленинград)
- 1982 год — член Союза художников
- 1985—1993 годы — член Музейно — выставочного совета живописного комбината (г. Ленинград), автор проектов «Музей художника Верещагина», г. Череповец; музей Военно-медицинской академии, г. Ленинград; «Музей В. И. Ленина», г. Астрахань; «Музей природы», г. Череповец; краеведческий музей, г. Караганда.
- 1985 год — лауреат премии года за лучшее художественное произведение, г. Ленинград;
- 1992 год — президент Фонда социальной защиты художников г. Санкт-Петербурга;
- 1993 год — автор проекта «Арт-бизнес в Петербурге» в рамках культурной программы, проводимой Корпусом международных экспертов (IESC);
- 1997 год — главный художник-постановщик гатчинского фестиваля кино и литературы;
- 1997 год — главный художник-постановщик юбилейного вечера Игоря Дмитриева;
- 1994—2002 годы — член комиссии по премиям Правительства г. Санкт-Петербурга в области литературы, искусства, архитектуры;
- 1998 год — главный художник-постановщик праздника «100-летие Сестрорецкого курорта»; создание серии монументальных панно в интерьере лечебного корпуса;
- 1999 год — главный архитектор Генерального проекта развития Сестрорецкого курорта на 15 лет;
- 1999 год — проект скульптурной группы «Променад» в Сестрорецком курорте;
- 1999 год — проект декоративного фонтана «Дама под зонтом» в Сестрорецком курорте;
- 2000 год — 110-летие Шарля де Голля. Вручения портрета Шарля де Голля консулу Французской республики в Санкт-Петербурге для передачи в дар Обществу Шарля де Голля в Париже;
- 2001 год — презентация проекта «Почетный гражданин Санкт-Петербурга», портрет Д. С. Лихачева
- 2001 год, 21 июня — презентация рабочей модели к 100-летию Анре Мальро, г. Санкт-Петербург, театральный музей Самойловых;
- 2001 год, 26 ноября — передача бюста А. Мальро Российской Национальной библиотеке;
- 2002 год — участие в конкурсе проектов монументов к 300-летию г. Санкт-Петербурга на съезде с Биржевого моста;
- 2002 год — проект декоративного оформления интерьеров Константиновского дворца в Стрельне;
- 2002 год — главный архитектор проекта памятника Петру I;
- 2003 год — изготовление шести монументальных панно для интерьера третьего корпуса санатория «Сестрорецкий курорт»;
- 2003 год — проект интерьера кинотеатра «Балканы»; два монументальных панно «Беспредметные композиции»;
- 2004 год — автор мемориальной доски Н. М. Дудинской;
- 2004 год — присвоение звания «Заслуженный художник России»;
- 2004 год — автор проекта «Вечный студент» и «Вечный доцент» для Санкт-Петербургского Политехнического университета;
- 2006 год — проект Музея-усадьбы «Дом И. А. Милютина»;
- 2007 год — проект бюстов (бронза) А. Г. Гагарина и В. И. Ковалевского для Санкт-Петербургского Политехнического университета;
- 2007 год — проект и рабочая модель памятника Р. Нуреева;
- 2007 год — Эскиз театрального занавеса. Михайловский театр;
- 2007 год — исполнение проекта в натуре. «Дом И. А. Милютина»;
- 2008 год — Синод и Сенат. Консультант проекта декоративного убранства;
- 2008 год — художественное проектирование экспозиции барского дома историко-этнографического музея «Усадьба Гальских»;
- 2008 год — проект интерьеров правительственной резиденции на Валдае;
- 2009 год — исполнение проекта в натуре экспозиции барского дома историко-этнографического музея «Усадьба Гальских»;
- 2009 год — памятник «Пётр I». Исполнение в натуре. Сестрорецкий курорт.

## Выставки
- 1987 апрель-июнь — Ленинградская капелла. Персональная выставка.
- 1991 сентябрь — Санкт-Петербург. Персональная выставка. Галерея «Балтика».
- 1991 октябрь — г. Пушкин. «180-летию со дня открытия Царскосельского лицея посвящается».
- 1992 март — Санкт-Петербург. Персональная выставка. Советско-шведская галерея «Интерсот».
- 1992 сентябрь — г. Пушкин. Галерея «Вустер». «500-летию открытия Америки посвящается».
- 1993 декабрь — Шведская галерея «ОДЕКС».
- 1993 октябрь — Санкт-Петербург. Музей прикладного искусства. «С надеждой в XXI век».
- 1993 апрель — Копенгаген. Галерея «OST I WEST». «Spring exhibition».
- 1993 год — Санкт-Петербург. Советско-шведская галерея «Интерсот».
- 1993 декабрь — Копенгаген. Галерея «OST I WEST». «Christmas exhibition».
- 1993 декабрь — Москва. ЦДХ. Галерея «Крымский Вал». «Сундуки из Санкт-Петербурга».
- 1994 февраль — Галерея «OST I WEST». «Northern Jutland».
- 1994 март — Санкт-Петербург. Галерея «Комтур».
- 1994 июнь — г. Пушкин. Международный фестиваль «Город муз».
- 1994 апрель — Копенгаген. «European Travel Insurance».
- 1994 июнь-июль — Копенгаген. Галерея «OST I WEST». «Summer exhibition».
- 1994 ноябрь — Санкт-Петербург. Смольный. «Богатство России».
- 1994 январь — Москва. Государственная Дума.
- 1995 февраль — Санкт-Петербург. «День открытых дверей».
- 1995 апрель — Санкт-Петербург. Международная выставка «Стиль. Мебель. Интерьер».
- 1996 год — Санкт-Петербург. Смольный собор. «Русский самовар».
- 1996 год — Санкт-Петербург. Генеральное Консульство Польши. «Рождественский карнавал».
- 1996 сентябрь — Павловский Дворец-музей. «Нереальные интерьеры».
- 1997 январь — Санкт-Петербург. Генеральное Консульство Польши. «Театральные образы».
- 1997 год — г. Псков. Городской художественный музей. «Ретроспектива творчества В. Николаева».
- 1997 год — Михайловское. Пушкинские горы. «Ретроспектива творчества В.Николаева».
- 1997 декабрь — Витебск. Фестиваль памяти И. И. Соллертинского. «Живопись и музыка».
- 1998 февраль-март — г. Гатчина. Международный кинофестиваль. «Балет XX века».
- 1998 май — Санкт-Петербург. Бизнес-клуб «Полония».
- 1998 июнь — «100-летие Сестрорецкого курорта».
- 1998 сентябрь-октябрь — г. Сестрорецк. «Посвящение Сестрорецкому курорту».
- 2000 год — Санкт-Петербург. Российская национальная библиотека. Выставка-презентация портрета Шарля де Голля, посвященная его 110-летию.
- 2002 декабрь — Санкт-Петербург. Всесоюзный музей А. С. Пушкина, наб. реки Мойки, д.12. Юбилейная выставка «Петербург и петербуржцы».
- 2003 март — Санкт-Петербург. Мариинский театр. Международный фестиваль балета. Выставка, посвященная Р. Нурееву.
- 2005 год — Санкт-Петербург. Союз художников. «Весенняя выставка».
- 2006 год — Санкт-Петербург. Союз художников. Выставка «Надежда».
- 2006 год — Санкт-Петербург. Союз художников. «Осенняя выставка».
- 2006 год март — Санкт-Петербург. Выставка, посвященная Р. Нурееву.
- 2006 год — Сестрорецкий курорт. Персональная выставка.
- 2007 январь — г. Уфа. Национальный музей Республики Башкортостан. Персональная выставка, посвященная 450-летию вхождения Башкирии в состав России.
- 2007 год — Санкт-Петербург. Союз художников. «Весенняя выставка».
- 2007 год — Санкт-петербургский фонд по создействию развития культуры и искусства. Персональная выставка.
- 2007 год — Севастопольский художественный музей им. М. П. Крошидского.
- 2008 год — Санкт-Петербург. Музей Академии им. АА.Л. Штиглица.
- 2008 год — Санкт-Петербургский Государственный академический институт живописи, скульптуры и архитектуры имени И. Е. Репина Российской Академии художеств. Выставка художественных альбомов.
- 2008 год — Санкт-Петербург. Ленэкспо.
- 2008 год — Санкт-Петербург. Союз художников. Юбилейная выставка.
- 2008 год — Санкт-Петербург. Фонд социальной защиты художников Санкт-Петербурга. Персональная выставка.
- 2009 год — Ярославский выставочный зал Союза художников.
- 2009 год — Санкт-Петербург. Галерея И. Славинского. «Избранные красотой». Выставка, посвящённая 100-летию русских балетных сезонов С. Дягилева в Париже.